# Petiveriaceae
Petiveriaceae, biljna porodica u redu klinčićolike. Ime je doibila po rodu Petiveria iz Srednje i Južne Amerike. U nju je ukljčeno devet rodova sa 22 vrste.. 
Ime je dobila po Jamesu Petiveru (1663-1718), ljekarniku i članu Kraljevskog društva. Ova se porodica razlikuje od Phytolaccaceae po tome što ima samo jedno plodište, plodnica s jednom lokulom i jednu sjemenku. Habit se kreće od niskog bilja do trnovitih stabala; listovi naizmjenični, cjeloviti, biljke često osebujnog mirisa. Periant obično s 4 segmenta; plodovi razni.
Porodica je raširena po Srednjoj i Južnoj Americi, a iznimka je Monococcus iz  Australije.

## Rodovi
1. Gallesia Casar., 1
2. Hilleria Vell., 3
3. Ledenbergia Klotzsch ex Moq., 3
4. Monococcus F.Muell., 1
5. Petiveria Plum. ex L., 1
6. Rivina Plum. ex L., 1
7. Schindleria H.Walter, 3
8. Seguieria Loefl., 6
9. Trichostigma A.Rich., 3